# Râul Recița
Râul Recița este un curs de apă, afluent al Dunării. 